# Haereta
Haereta is een geslacht van vlinders van de familie sikkelmotten (Oecophoridae), uit de onderfamilie Oecophorinae.

## Soorten
- H. inscripta Turner, 1947
- H. niphosceles Turner, 1947